# Napeanthus primulinus
Napeanthus primulinus là một loài thực vật có hoa trong họ Tai voi. Loài này được (H.Karst.) Benth. & Hook.f. ex B.D.Jacks. mô tả khoa học đầu tiên năm 1894.